# Konrad Hagedorn
Konrad Hagedorn (* 15. Dezember 1948) ist ein deutscher Agrarökonom und Senior-Professor an der Humboldt-Universität Berlin. 

## Leben
Konrad Hagedorn legte 1967 sein Abitur am Gymnasium in Papenburg/Ems ab. Ab 1968 studierte er Agrarwissenschaften an der Universität Göttingen und schloss sein Studium 1975 als Diplom-Agraringenieur ab. 1979 wurde er mit dem Thema Agrarsozialpolitik in der Bundesrepublik Deutschland an der Universität Göttingen promoviert. Nach einem Gastaufenthalt an der University of California, Berkeley habilitierte er sich 1989 zum „Institutionenproblem in der agrarökonomischen Politikforschung“. 1993 wurde er als Professor an die Bundesforschungsanstalt für Landwirtschaft in Braunschweig-Völkenrode berufen.
Hagedorn war als Professor zwischen 1994 und 2015 Leiter des Fachgebietes Ressourcenökonomie an der Humboldt-Universität Berlin und Direktor des Berliner Instituts für Genossenschaftswesen. Er ist auf dem Gebiet der Agrarpolitik, insbesondere der Agrarstrukturpolitik und der Agrarumweltpolitik sowie der Institutionenforschung und Politischen Ökonomie tätig. 
Seit Mitte der 1980er Jahre gehörte er zu den Pionieren der institutionellen Agrarökonomie in Deutschland. Beeinflusst durch Elinor Ostrom konzentrierte sich seine weitere Arbeit auf die Kombination der Institutionenökonomie, der Umweltökonomie mit Fragen der Transformation. Seine Arbeit umfasst zudem Prozesse der EU-Agrarreform und der Evaluierung von Agrarumweltproblemen. Zunehmend widmete er sich dem Stellenwert von Genossenschaften und anderen Kollektiven sowie der Selbstorganisation, aber auch politischen Maßnahmen und Spielregeln bei der Lösung von Ressourcennutzungskonflikten. Er hat über 200 wissenschaftliche Beiträge veröffentlicht und war leitend an umfangreichen, nationalen und internationalen Forschungsvorhaben beteiligt.